# Eustachy Erazm Sanguszko

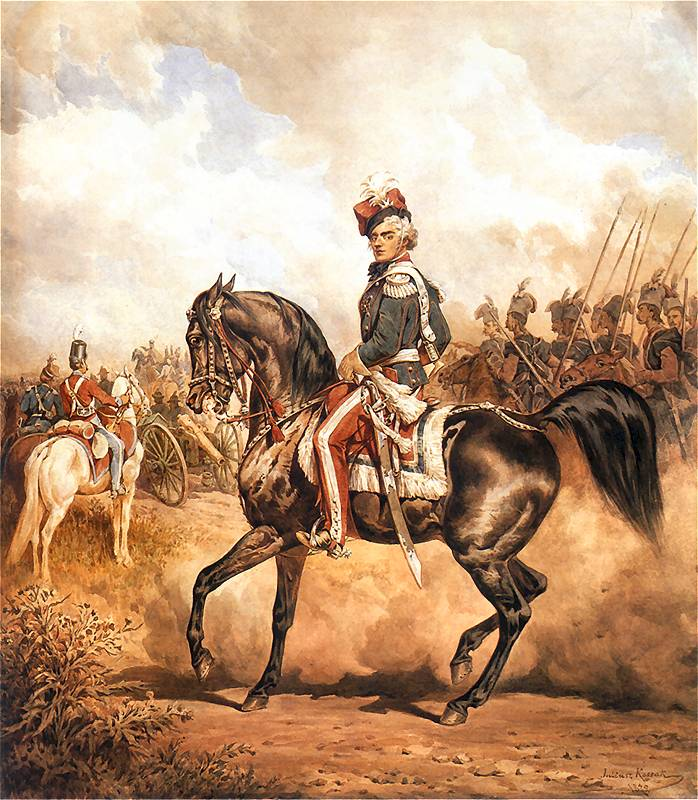
Eustachy Erazm Sanguszko w mundurze kawalerii narodowej, Juliusz Kossak 1871

Eustachy Erazm Sanguszko (ur. 26 października 1768 w Radzyniu Podlaskim, zm. 2 grudnia 1844 w Sławucie na Wołyniu) – książę, wojewodzic wołyński, generał polski, walczący w trakcie wojny polsko-rosyjskiej 1792, insurekcji kościuszkowskiej i w wojskach Napoleona Bonaparte, wolnomularz, członek Stanów Galicyjskich, marszałek szlachty guberni wołyńskiej w 1817 roku. Pamiętnikarz i poeta.

## Życiorys
Pochodził ze rodziny na trwale wpisanej w historii Litwy. Był synem Hieronima Janusza Sanguszki, ostatniego wojewody wołyńskiego, i Urszuli Cecylii z Potockich (siostra Ignacego i Stanisława Kostki). W dzieciństwie i wczesnej młodości wychowywał się na dworze swej babki Barbary Sanguszkowej. W 1798 roku ożenił się z Klementyną Czartoryską. Razem mieli córkę Dorotę (1799–1821) i dwóch synów: Władysława Hieronima i Romana.
W latach 1780–1786 ukończył szkołę wojskową w Strasbourgu i służył w armii francuskiej w pułku dragonów Royal-Allemand (m.in. wraz ze Stanisławem Mokronowskim). 3 lutego 1789 jako rotmistrz rozpoczął służbę w armii koronnej w 8 Brygadzie Kawalerii Narodowej. Następnie 5 października 1789 awansował na majora, 28 kwietnia 1792 na wicebrygadiera, zaś 29 lipca 1792 na brygadiera. Poseł na Sejm Czteroletni z województwa lubelskiego w 1788 roku. W kwietniu roku 1790 był członkiem „deputacji do ułożenia regulaminu służbowego”.
Walczył i odznaczył się pod Zieleńcami (23 czerwca otrzymał Virtuti Militari) i był awansowany na brygadiera (1 sierpnia 1792). 25 lipca 1792 objął po S. Mokronowskim dowództwo macierzystej brygady, a już nazajutrz (26 lipca) w ostatniej potyczce pod Markuszowem ocalił ks. Józefa Poniatowskiego z poważnej opresji. Po zwycięstwie targowiczan (dla ratowania swoich dóbr i majątku) wstąpił do służby rosyjskiej.
Po wybuchu insurekcji 1794 wziął dymisję i jako szeregowy ochotnik przyłączył się do powstania.
Uczestnik insurekcji kościuszkowskiej 1794 jako generał major i dowódca dywizji. Pod Szczekocinami uratował życie Tadeuszowi Kościuszce. Walczył w obronie Warszawy, w trakcie czego został ranny 26 sierpnia 1794 r. Tego samego dnia zmarła na gruźlicę jego ukochana – Julia Potocka (ur. 1766), żona Jana Potockiego. Eustachego i Julię łączył głośny w kręgach arystokratycznych romans.
W 1812 r. był generałem brygady w sztabie Napoleona Bonaparte i tytularnym adiutantem cesarza, wiceregimentarzem pospolitego ruszenia Księstwa Warszawskiego. Brał udział w wyprawie na Moskwę. W 1813 r. został generałem dywizji, jednak odmówił udziału w ostatniej kampanii ks. Józefa Poniatowskiego i wycofał się z wojska, co spotkało się z ostrym potępieniem ze strony księcia Poniatowskiego. Jego odmowa była związana z ryzykiem utraty dóbr rodzinnych na Wołyniu w zaborze rosyjskim, w których ostatecznie osiadł po wojnach napoleońskich.
Odznaczony Krzyżem Kawalerskim Virtuti Militari, Krzyżem Kawalerskim Legii Honorowej. Był członkiem loży wolnomularskiej Bracia Zjednoczeni w 1820 roku.

## Twórczość
Napisał Pamiętnik, w którym przywołał sceny wojny roku 1792, rozegrane po części na jego włościach, i rozważał czy mogli w jakiś sposób wykorzystać zwycięstwo pod Zieleńcami dla odwrócenia biegu wypadków.

### Ważniejsze utwory i mowy
1. Mowa sejmowa z 13 listopada 1788 w zbiorze: Zbiór mów i pism niektórych w czasie sejmu Stanów Skonfederowanych r. 1788 t. 3, Wilno (1788), s. 58 i następne; przedr. J. Szujski w przedmowie do wydania poz. 2 (s. XII-XIV)
2. Wykaz doświadczeń przez ojca dla dzieci swoich w roku 1815 spisany, wyd. (z dużymi brakami) J. Szujski: Ks. E. Sanguszki Pamiętniki 1786–1815, Kraków 1876; rękopis oryginalny był w posiadaniu Heleny Józefowej Potockiej w Warszawie, drugi – w Bibliotece Wilanowskiej; kopia L. Chodźki znajdowała się w zbiorach rapperswilskich Biblioteki Narodowej, zniszczona w roku 1944
3. Próby Muzy..., wyd. J. Szujski jako dodatek do poz. 2; zawartość (wiersze): 1. Na śmierć córki Doroty; 2. Do córki; 3. Godziny północy; 4. Do Krakowa; 5. Przechadzka; 6. Do młodego poety; 7. Ignacego Potockiego rady, jak ozdobić ogród Klementowicki.

Według autora nekrologu Sanguszko pisał także poematy satyryczne i nieliczne przekłady.

### Listy i materiały
1. Do ojca, Hieronima Sanguszki, 4 listy – z 17, 21, 28 października 1788 oraz z 6 października (1798?) z Drezna; od ojca z 16 września 1791; parę listów innych osób pisanych do ojca w jego sprawach – z lat 1792 i 1812; list żony, Klementyny Sanguszkowej, z 28 lutego 1813, wyd. J. Szujski w dodatku do: Ks. E. Sanguszki Pamiętniki, Kraków 1876, s. 143–150, 160–165
2. Do Aleksandra Potockiego w zbiorze z lat 1810–1816, rękopis: Archiwum Główne Akt Dawnych (Archiwum Wilanowskie, sygn. 288)
3. Do Morżkowskiego, prezesa sądu głównego w Kijowie (brak daty); rękopis: Biblioteka Jagiellońska, sygn. 7861 IV
4. Od W. Rzewuskiego (emira), rękopis: Wojewódzkie Archiwum Państwowe w Krakowie
5. Nominacja na wiceregimentarza, dat. 21 grudnia 1812, wyd. J. Szujski jak wyżej poz. 1, s. 151–152.